# 王希烈
王希烈（1521年—1577年），字子中，號東岑，江西南昌人。明朝政治人物。

## 生平
嘉靖十九年（1540年）庚子科江西鄉試第九十三名舉人。嘉靖三十二年（1553年）中式癸丑科會試第二百五十八名，二甲第四十四名進士。改翰林院庶吉士，三十四年十月授编修。嘉靖四十一年（1562年）八月重录《永乐大典》，任分校官。四十三年六月升翰林院侍读。嘉靖四十四年（1565年）任武舉考試官。
隆慶元年（1567年）四月充经筵官，又以重录永乐大典成，升左春坊左谕德、兼侍读，七月任应天府乡试考试官，九月乡试揭榜后，国子监监生下第者数百人喧噪于门外，同希烈等出遮诉，语甚不逊。同年十二月升国子监祭酒，二年正月充经筵讲官，三年六月升礼部右侍郎，四年六月升本部左侍郎、兼翰林院侍读学士、经筵日讲如故，八月充世宗实录副总裁。六年二月充经筵日讲官，蔭子王時文为國子生。
神宗即位，万历元年（1573年）正月充经筵展书官，升官至吏部左侍郎兼翰林院学士掌詹事府事，又充经筵官，分直侍讲。二年二月充会试考官，三月充殿试读卷官，告归。万历五年（1577年）四月起复原职，赴任管事，教习庶吉士，六月二十一日卒，年五十七，赠礼部尚书，谥文裕。

## 家族
曾祖王紹肅；祖父王崇禎，號竹軒；父王廷望，號澹斋；母徐氏，兄王希昂（生员）；弟王希周、王希程、王希张、王希佐。王希佐之子王時熙為萬曆二十九年進士。